# Repulsion (zespół muzyczny)
Repulsion – amerykański zespół wykonujący muzykę z pogranicza death metalu i grindcore’u założony w 1984 we Flint, w stanie Michigan. 
Zespół powstał w 1984 roku jako Genocide i wydał trzy dema. W 1986 roku przekształcił się w  Repulsion. Pod tą nazwą muzycy wydali jeden album długogrający Horrified, dwa dema i jeden singiel. 
Materiał muzyczny znajdujący się na longplay'u Horrified (wówczas istniejący jako demo pt. The Stench of Burning Death) został nagrany już w 1986 roku, natomiast dopiero w 1989 roku ukazał się jako oficjalne wydawnictwo Horrified, pomimo tego powszechnie jest uznawany jako jeden z prekusorskich i najważniejszych albumów grindcore razem z albumem Scum (1987) grupy Napalm Death. Album Horrified początkowo został wydany przez wytwórnie płytową Necrosis Records, założoną przez Billa Steera i Jeffa Walkera z grupy Carcass, z czasem stającą się częścią dużej Wytwórni Earache Records.     
Grupa rozpadła się w 1993 roku. Po ponad dziesięciu latach ponownie rozpoczęła działalność koncertową.

## Muzycy
Opracowano na podstawie materiału źródłowego.
Obecny skład zespołu
- Scott Carlson - śpiew, gitara basowa (Genocide, Repulsion 1984-1993; od 2003)
- Col Jones - perkusja (Repulsion, od 2003)
- Matt Olivio - gitara (Genocide, Repulsion 1984- 1988; 1990 - 1993; od 2003)
- Matt Harvey - gitara (Repulsion od 2003)

Byli członkowie zespołu
- Phil Hines (zmarły) - perkusja (Genocide, 1984)
- Dave Grave Hollingshead - perkusja (Genocide, Repulsion 1985-1988; 1990 - 1993)
- Aaron Freeman - gitara (Genocide, Repulsion 1986-1988; 1990-1993)
- Marissa Mad Martinez  - gitara
- Sean MacDonald - gitara basowa

## Dyskografia
Opracowano na podstawie materiału źródłowego.
Genocide
- Toxic Metal (Demo, 1984)
- Violent Death (Demo, 1985)
- The Stench of Burning Death (Demo, 1986)
- Stench of Burning Death (Kompilacja, 2011)

Repulsion
- Horrified (LP, 1989)
- Rebirth (Demo, 1991)
- Final Demo (Demo, 1991)
- Excruciation (Singiel, 1991)
- Relapse Singles Series Vol. 3 (Split, 2004 - razem z Rottrevore, Monstrosity, Incantation)

## Wideografia
Opracowano na podstawie materiału źródłowego.  
- Necrothology (DVD, 2004)